# 天主教根底咬教區
天主教根地咬教區（拉丁語：Dioecesis Keningauensis）是羅馬天主教的一個教區，範圍包括馬來西亞的沙巴州內陸區。
1992年成為教區，原受古晉總教區管轄，2008年5月23日改由亞庇總教區管轄。現任主教為科爾乃略·皮翁。主教座堂為聖方濟各沙勿略主教座堂。